# 春日警察署
春日警察署（かすがけいさつしょ）は、福岡県警察の管轄する警察署の一つで、2014年4月1日に開設。福岡地区に属する。

## 概要
筑紫野・太宰府・春日・大野城・那珂川の5市で構成される筑紫地域は、福岡市の南隣に位置することから、人口が年々増加傾向にあった。しかし、それに伴い筑紫野警察署の仕事量も増大していた。そこで、地域的繋がりなどを考慮して筑紫野署の管轄区域を分割し、消防などで既に連携実績がある春日・大野城・那珂川の3市については、「独立した一署を設けてそこが担当する」方針が定められ、これに基づいて設置された。

### 所在地
- 福岡県春日市原町3丁目1番地の21（市役所と県の施設「クローバープラザ」の間に庁舎が建設された）

## 管轄区域
- 春日市、大野城市、那珂川市

## 沿革
- 2014年4月1日 - 筑紫野警察署の管轄区域を分割する形で新設。

## 組織
署長階級は警視正。
- 総務課
- 留置管理課
- 会計課
- 地域課
- 生活安全課
- 少年課
- 刑事第一課
- 刑事第二課
- 刑事第三課
- 交通第一課
- 交通第二課
- 警備課

## 交番・駐在所
（　）内は、読み・所在地。何れも発足に合わせ筑紫野署から引き継ぐ。

### 春日市
- 春日原警部交番（かすがばる・春日市春日原北町3丁目26番）
- 下白水警部交番（しもしろうず・春日市小倉3丁目228番2号）
- 春日南交番（かすがみなみ・春日市惣利6丁目110番）

### 大野城市
- 大野交番（おおの・大野城市御笠川2丁目12番2号）
- 白木原交番（しらきばる・大野城市白木原2丁目4番22号）
- 南ヶ丘交番（みなみがおか・大野城市南ヶ丘4丁目1番20号）

### 那珂川市
- 那珂川警部交番（なかがわ・那珂川市五郎丸1丁目7番）
- 南畑駐在所（みなみはた・那珂川市大字埋金853番地3）

## 交通アクセス

### 最寄駅
- JR九州鹿児島本線 - 春日駅（徒歩約5分）

## 主な周辺施設
- 春日市役所
- クローバープラザ
- 福岡県営春日公園